# Restaurang 28+

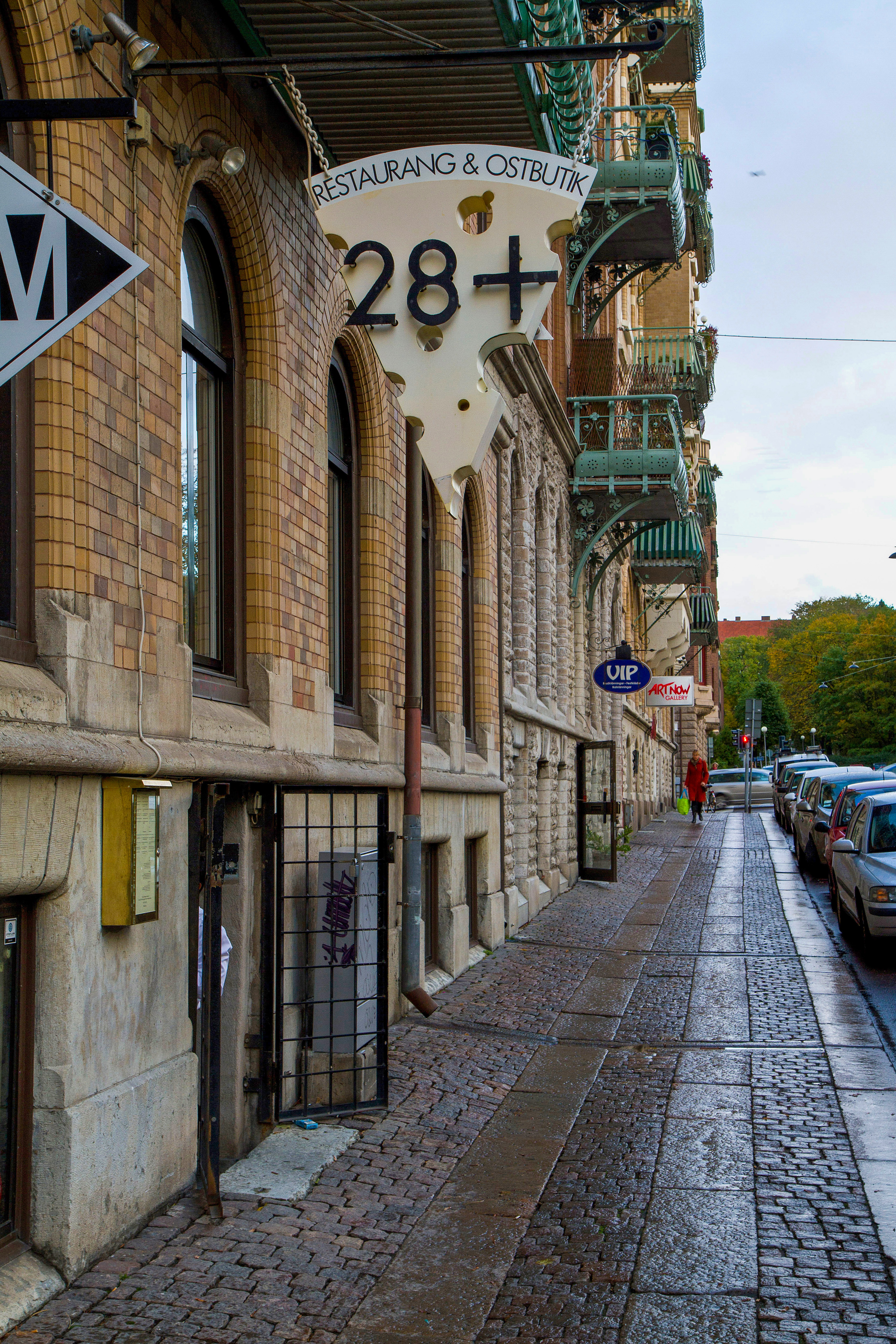
Restaurang 28+ i Göteborg.

28+ är en gourmetrestaurang på Götabergsgatan 28 i Göteborg. Krogen innehar sedan 1991 stjärna i Michelinguiden
Restaurangen öppnade 1985 av krögaren Ulf Johansson som tagit över källarlokalen och rustat upp den till butik och restaurang med ost och vin som specialitet. Namnet anspelar på adressen. 
Lyxkrogen, med plats för 40 sittande, blev med en gång en succé. Köket är svensk-franskt och anpassas efter säsong och med i huvudsak ekologiska råvaror. Vinkällaren hör till en av landets mest välsorterade. Till sin hjälp har Johansson haft duktiga kökschefer, där Hans Borén verkade från 90-talets mitt till 2014. Mellan åren 2016-2020 var Markus Pettersson köksmästare. Nu har Viktor Norén tagit över rodret.
28+ har sedan 1991 en stjärna i prestigefyllda Guide Michelin. Ingen annan krog i Sverige har haft kvar sin stjärna lika länge.